# Eta2 Hydri b

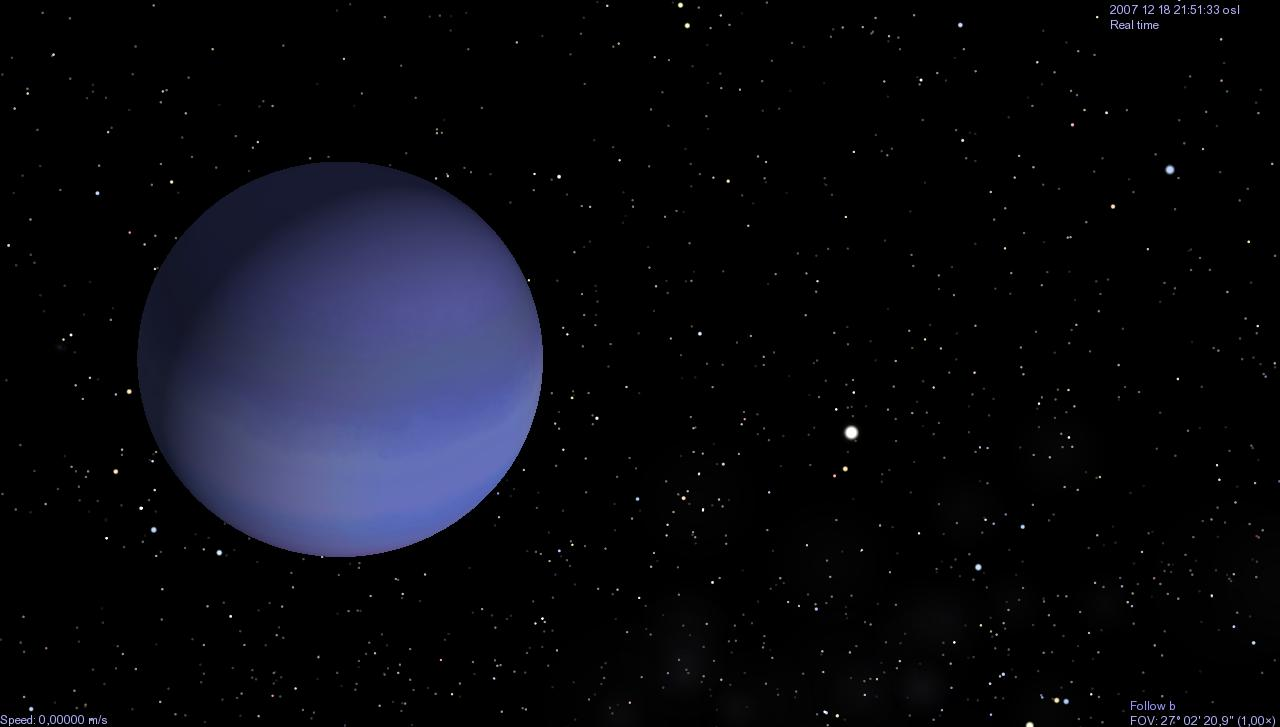
Representação artística de Eta2 Hydri b

Eta2 Hydri b (η2 Hyi b, η2 Hydri b), também conhecido como HD 11977 b, é um planeta extrassolar orbitando a estrela gigante Eta2 Hydri, localizada a aproximadamente 217 anos-luz de distância na constelação de Hydrus. Foi descoberto em 2005 pelo método da velocidade radial a partir de observações da estrela pelo espectrógrafo FEROS, no Observatório Europeu do Sul, no período entre outubro de 1999 e novembro de 2004. Em 2015, foi apresentada uma solução orbital atualizada, criada a partir de observações complementares pelos espectrógrafos HARPS e CHIRON (no Observatório Interamericano de Cerro Tololo).
Este planeta é um gigante gasoso com uma massa mínima de 6,5 vezes a massa de Júpiter. Observações astrométricas pela sonda Hipparcos permitem excluir inclinações orbitais menores que 6°, correspodendo a um limite máximo de 66 MJ para a massa do objeto, então ele pode ser uma anã marrom, mas isso é pouco provável. Sua órbita tem um período de 622 dias, um semieixo maior de 1,89 UA e uma excentricidade moderada de 0,3.
Este foi um dos primeiros planetas descobertos ao redor de uma estrela de massa intermediária (entre 1,5 e 7 massas solares). A presença de um planeta na órbita de uma estrela gigante de massa intermediária fornece evidências indiretas para a existência de sistemas planetários circundando estrelas de classe espectral A.